# (612238) 2001 QR297
(612238) 2001 QR297 est un objet transneptunien faisant partie des cubewanos.

## Caractéristiques
(612238) 2001 QR297 mesure environ 200 km de diamètre.